# Edmund Goulding
Edmund Goulding (Feltham (Londen), 20 maart 1891 - Los Angeles, 24 december 1959) was een Brits-Amerikaans filmregisseur, scenarioschrijver, schrijver en acteur.

## Leven en werk

### Beginjaren
Goulding werd in Engeland geboren. In zijn beginjaren, voor de Eerste Wereldoorlog, was hij acteur in de Londense West End-theaterwereld. Hij begon toneelstukken te schrijven en hij nam soms ook de regie voor zijn rekening. Bij het uitbreken van de oorlog nam hij dienst in het Britse leger. Hij liep verwondingen op en werd gedemobiliseerd. Na de oorlog trok hij naar de Verenigde Staten.

### Stomme films

#### Scenarioschrijver
Hij werkte mee aan het scenario van diverse stomme films van cineasten die het later zouden maken zoals onder meer Henry King en Robert Z. Leonard. In 1929 schreef hij het verhaal voor The Broadway Melody. Die film was de eerste musicalfilm van Metro-Goldwyn-Mayer en wordt dikwijls beschouwd als de eerste volwaardige Hollywoodmusicalfilm. Het was eveneens de eerste geluidsfilm die de Oscar voor beste film behaalde.

#### Debuut als filmregisseur
In 1925 debuteerde Goulding als filmregisseur met het drama Sun-Up waarvan hij ook het scenario verzorgde. Ook voor zijn twee volgende films, de tragikomedie Sally, Irene and Mary (1925) en het romantisch drama Paris waarin hij de debuterende Joan Crawford castte, schreef hij (mee) aan het scenario. Later bleef hij regelmatig het scenario voor zijn films schrijven.
Met het romantisch drama Love (1927) verfilmde Goulding Anna Karenina. In deze tweede Amerikaanse versie van Tolstojs beroemde roman vertolkte Greta Garbo de titelrol naast haar toenmalige minnaar, acteur John Gilbert in de rol van de aristocratische legerofficier Vronsky. Acht jaar later incarneerde Garbo de tragische Russische heldin voor de tweede keer in Anna Karenina, de bekroonde en beroemdste versie onder regie van Clarence Brown.
In 1929 deed de omwille van financiële en inhoudelijke meningsverschillen misnoegde coproducent en hoofdactrice Gloria Swanson een beroep op onder meer Goulding om het drama Queen Kelly in de plaats van de ontslagen Erich von Stroheim te voltooien. Datzelfde jaar draaide Goulding het melodrama The Trespasser voor coproducent Swanson (in de hoofdrol) en producent-zakenman Joseph P. Kennedy sr., haar minnaar. Het was Swansons eerste geluidsfilm en meteen haar voorlaatste succes.

### Geluidsfilms

#### Productieve jaren dertig
Samen met tien andere cineasten regisseerde Goulding Paramount on Parade (1930), een groots opgezette anthologische muzikale revuefilm. Kort daarna was hij een van de regisseurs die door Howard Hughes ingehuurd werden om diens oorlogsfilm Hell's Angels (1930) tot een goed einde te brengen. De film werd dat jaar de grootste kaskraker in de Verenigde Staten.
Zijn romantisch drama Grand Hotel (1932) was de op een na meest succesrijke film van 1932. Hoofdactrice Greta Garbo moest het alleen maar afleggen tegen Marlene Dietrich in von Sternbergs Shanghai Express. Grand Hotel was gebaseerd op Vicki Baums bestseller Menschen im Hotel en kon bogen op een ware sterrencast (naast Garbo maakten onder meer ook Joan Crawford, John Barrymore en Wallace Beery hun opwachting), wat uitzonderlijk was in die tijd.
Gouldings volgende film die het behoorlijk deed aan de Amerikaanse filmkassa's was The Dawn Patrol (1938). Deze oorlogsfilm speelde zich af op en rond een in Frankrijk gelegen vliegbasis van het Britse Royal Flying Corps. Errol Flynn en David Niven zijn twee van de actiehelden voor wie het telkens bang afwachten is of hun squadron 's morgens vroeg voltallig van de missie terugkeert.
Goulding regisseerde Bette Davis vier keer in vier jaar tijd. Eerst koppelde hij haar aan Henry Fonda voor het melodrama That Certain Woman (1937), een remake van zijn eigen The Trespasser. Vervolgens castte hij haar drie keer tegenover haar favoriete tegenspeler George Brent in het succesvolle drama Dark Victory (1939), in het op Edith Whartons gelijknamige novelle geïnspireerde drama The Old Maid (1939) en in het melodrama The Great Lie (1941).

#### Jaren veertig
Na de oorlog werkte Goulding twee keer samen met Tyrone Power. The Razor's Edge (1946) was de ambitieuze en dure verfilming van W. Somerset Maughams gelijknamige roman. Dit drama was een van de belangrijkste successen van 1946. Met Nightmare Alley (1947) leverde Goulding een bijzonder donkere en broeierige film noir af.

#### Latere carrière
Na Nightmare Alley verwezenlijkte hij nog zes films maar verder succes bleef uit.

### Schrijver
Behalve scenario's schreef Goulding ook liedjes (Love, Your Magic Spell Is Everywhere uit The Tresspasser, Mam'selle uit The Razor's Edge, You Are A Song uit The Devil's Holiday, The Lovely Song My Heart Is Singing, ...), stukken (de Broadway hit Dancing Mothers, 1924, twee jaar later verfilmd), verhalen (Fury, 1922, een jaar later verfilmd) en gedichten.

### Privéleven
In 1931 huwde Goulding met de balletdanseres Marjorie Moss. Ze bleven samen totdat ze vroegtijdig overleed aan tuberculose in 1935. Goulding was bekend voor zijn excentrieke levensstijl.
Goulding overleed in 1959 op 68-jarige leeftijd tijdens een hartoperatie. Hij ligt begraven op het Forest Lawn Memorial Park in Glendale.

## Filmografie

### Regisseur
- 1925 - Sun-Up
- 1925 - Sally, Irene and Mary
- 1926 - Paris
- 1927 - Women Love Diamonds
- 1927 - Love
- 1928 - A Certain Young Man (verloren gegane film, co-regie met Hobart Henley)
- 1929 - Queen Kelly
- 1929 - The Trespasser
- 1930 - Paramount on Parade
- 1930 - The Devil's Holiday
- 1930 - Hell's Angels
- 1930 - Reaching for the Moon
- 1931 - The Night Angel
- 1932 - Grand Hotel
- 1932 - Blondie of the Follies
- 1934 - Riptide
- 1935 - The Flame Within
- 1937 - That Certain Woman
- 1938 - White Banners
- 1938 - The Dawn Patrol
- 1939 - Dark Victory
- 1939 - The Old Maid
- 1939 - We Are Not Alone
- 1940 - 'Til We Meet Again (co-regie met Anatole Litvak)
- 1941 - The Great Lie
- 1943 - The Constant Nymph
- 1943 - Claudia
- 1944 - Of Human Bondage
- 1946 - The Razor's Edge
- 1947 - Nightmare Alley
- 1949 - Everybody Does It
- 1950 - Mister 880
- 1951 - Down Among the Sheltering Palms
- 1952 - We're Not Married!
- 1956 - Teenage Rebel
- 1958 - Mardi Gras

### Scenarioschrijver (selectie van niet door hem geregisseerde films)
- 1921 - Tol'able David (Henry King)
- 1922 - Peacock Alley (Robert Z. Leonard)
- 1922 - The Seventh Day (Henry King)
- 1922 - Fascination (Robert Z. Leonard)
- 1922 - Broadway Rose (Robert Z. Leonard)
- 1923 - Fury (Henry King)
- 1923 - Dark Secrets (Victor Fleming)
- 1923 - Jazzmania (Robert Z. Leonard)
- 1923 - Tiger Rose (Sidney Franklin)
- 1925 - Havoc (Rowland V. Lee)
- 1928 - Happiness Ahead (William A. Seiter)
- 1928 - A Lady of Chance (Robert Z. Leonard)
- 1929 - The Broadway Melody (Harry Beaumont)
- 1931 - Sonntag des Lebens (Leo Mittler)
- 1931 - La fiesta del diablo (Adelqui Migliar)
- 1932 - Flesh (John Ford)
- 1932 - No Man of Her Own (Wesley Ruggles)
- 1940 - Two Girls on Broadway (S. Sylvan Simon)
- 1943 - Old Acquaintance (Vincent Sherman)